# At the night side
『at the night side』（アット・ザ・ナイト・サイド）は、BUCK-TICKの3枚目のライブ・アルバムおよびライブ・ビデオ。2004年4月21日にBMG JAPANよりリリースされた。

## 概要
前作より3年1ヶ月ぶりとなるライブ・アルバム。
2003年3月4日から4月10日に行われたライブツアー『Mona Lisa OVERDRIVE Tour2003"､"Tour Here we go again!』、4月29日から5月25日に行われたライブツアー『Tour Here we go again!』、6月28日・29日に日比谷野外大音楽堂に行われた『Mona Lisa OVERDRIVE -XANADU-』からの音源が収録されている。
Blu-spec CD2規格で完全生産限定盤のライブ・アルバムとライブ・ビデオがDVD化され、2017年12月29日に同時発売された。

## 収録曲

### CD
1. Continue
2. ナカユビ
3. ヒロイン
4. LIMBO
5. 残骸
6. MONSTER
7. BUSTER
8. キラメキの中で…
9. 見えない物を見ようとする誤解 全て誤解だ
10. Tight Rope
11. BLACK CHERRY
12. GIRL
13. Baby, I want you.
14. 原罪
15. 愛ノ歌
16. Mona Lisa
17. Sid Vicious ON THE BEACH
18. 細胞具ドリー:ソラミミ:PHANTOM
19. ICONOCLASM

### DVD
1. OPENING ～Continue
2. ナカユビ
3. offshot 1
4. BUSTER
5. offshot 2
6. LION
7. offshot 3
8. Tight Rope
9. offshot 4
10. 限りなく鼠
11. 極東より愛を込めて
12. offshot 5
13. Mona Lisa
14. offshot 6
15. 細胞具ドリー:ソラミミ:PHANTOM
16. offshot 7
17. ヒロイン
18. offshot 8
19. 残骸
20. offshot 9
21. LIMBO
22. offshot 10
23. 見えない物を見ようとする誤解 すべて誤解だ
24. offshot 11
25. 原罪
26. offshot 12
27. MONSTER
28. offshot 13
29. Death Wish
30. offshot 14
31. TO SEARCH
32. offshot 15
33. Baby,I want you.
34. ENDING ～Continue